# LG MusicFlow P7
Az LG MusicFlow P7 az LG hordozható, beépített akkumulátorral rendelkező hangszórója. A készülék a LG MusicFlow termékcsalád tagja. Vezetékek nélkül, bluetoothon keresztül csatlakoztatható televízióhoz, számítógéphez, az okostelefonhoz, illetve táblagéphez – egyszerre akár három készülékhez is párhuzamosan. A beépített 2600 mAh-es Li-Ion akkumulátor 9 órás maximális üzemidővel rendelkezik, amelynek töltése 3 óra 40 percet vesz igénybe.

## Főbb paraméterek
- Csatornák száma: 2
- Kimeneti teljesítmény: 20W
- Méret: 184 x 55 x 63 mm
- Tömeg : 0,71 kg
- Akkumulátor (mAh): 2600
- Akkumulátor típus: Li-Ion
- Akkumulátor üzemideje: 9 óra
- Csatlakozók: Audio bemenet, Micro USB bemenet
- Egyéb: Bluetooth, Multipont, Stereo párosítás